# Koyie Hill
Koyie Dolan Hill (né le 9 mars 1979 à Tulsa, Oklahoma, États-Unis) est un receveur de baseball évoluant dans les Ligues majeures. Il est présentement sous contrat avec les Phillies de Philadelphie.

## Carrière
Koyie Hill est drafté en quatrième ronde par les Dodgers de Los Angeles en 2000. Il n'apparaît que dans trois matchs et ne totalise que trois présences au bâton dans l'uniforme des Dodgers, mais il réussit son premier coup sûr dans les grandes ligues à sa première apparition à son premier match dans les majeures le 5 septembre 2003, alors qu'il frappe un double comme frappeur suppléant aux dépens du lanceur des Rockies du Colorado Cory Vance.
Le 31 juillet 2004, alors qu'il joue en ligues mineures, Hill fait partie des trois joueurs échangés aux Diamondbacks de l'Arizona pour le voltigeur étoile Steve Finley et le receveur Brent Mayne. Appelé à jouer quelques parties en août avec les Diamondbacks, Hill frappe son premier coup de circuit en carrière le 16 août contre José Mesa. Au total, le receveur ne joue que 47 parties dans l'uniforme des Diamondbacks en 2004 et 2005. En avril 2006, il est réclamé au ballottage par les Yankees de New York et passe la saison suivante en ligue mineure dans cette organisation, sans jamais n'obtenir de chance avec le grand club. Devenu agent libre, il se joint aux Cubs de Chicago avant la saison 2007.
En octobre 2007, il se sectionne quatre doigts de la main droite en utilisant une scie circulaire. À l'hôpital, ses doigts sont rattachés par un chirurgien, mais plusieurs mois de réhabilitation lui seront nécessaires pour retrouver sa dextérité.
Hill présente des sommets personnels de coups sûrs (26) et de points produits (24) en 2009 avec les Cubs. Il est receveur réserviste des Cubs jusqu'à la fin de la saison 2011.
En janvier 2012, il signe un contrat des ligues mineures avec les Cardinals de Saint-Louis. Il est libéré le 25 mars, vers la fin du camp d'entraînement. Après avoir signé un contrat avec les Reds de Cincinnati, il est assigné à un club-école jusqu'à ce que la franchise le cède à son ancien club, les Cubs de Chicago, le 19 mai. Il joue 11 matchs pour les Cubs en 2012 avant d'être libéré puis mis sous contrat par les Nationals de Washington. Libéré par les Nats le 3 août sans avoir joué avec eux, il rejoint les Rangers du Texas dix jours plus tard.
En 2013, Hill dispute 18 parties pour les Marlins de Miami et joue surtout en ligues mineures.
Il rejoint à nouveau les Nationals de Washington en février 2014. Le 17 mars suivant, les Nationals le transfèrent aux Phillies de Philadelphie.